# Jeremy Slater

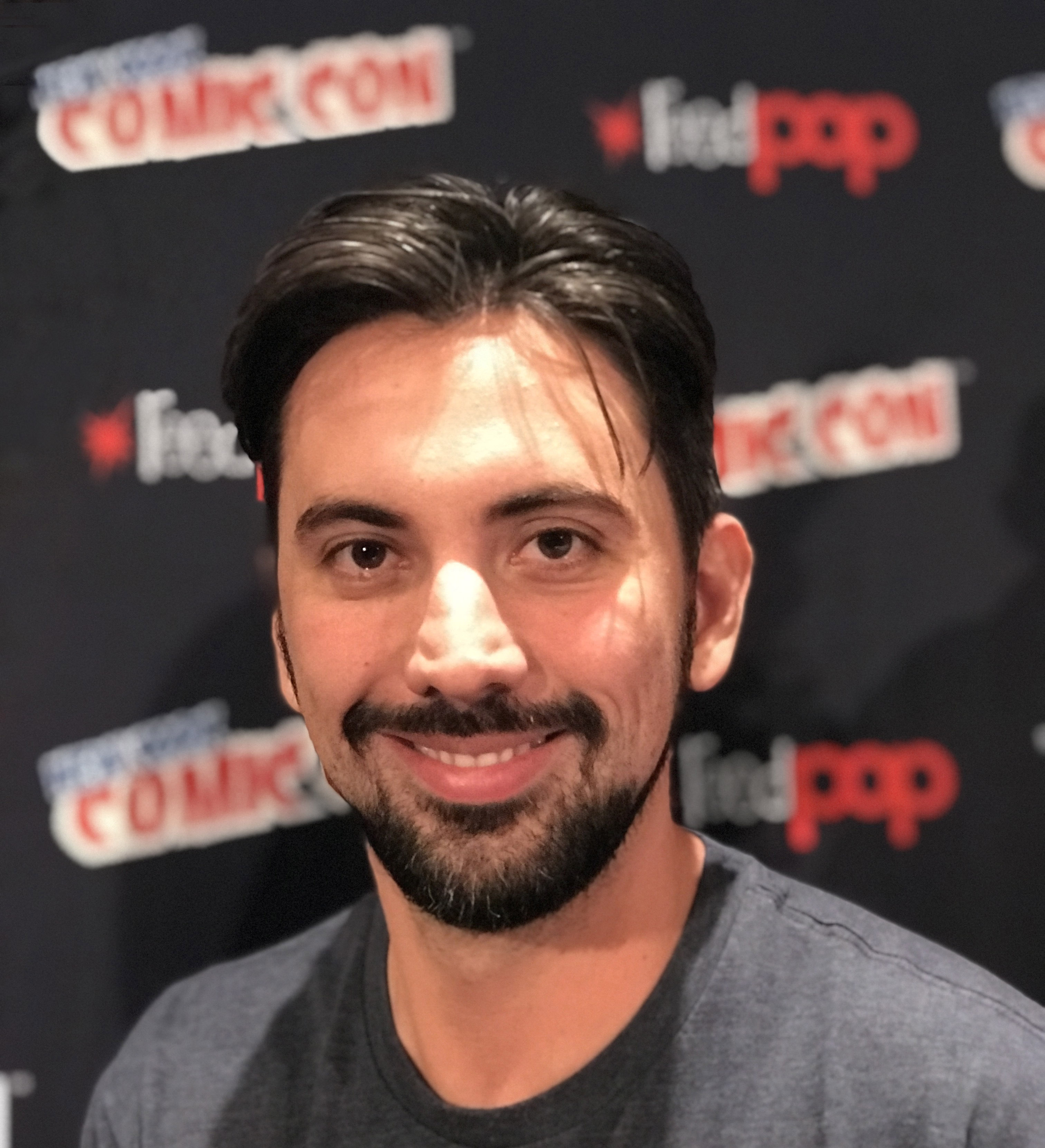
Jeremy Slater bei der New York Comic-Con 2017

Jeremy Slater ist ein US-amerikanischer Drehbuchautor und Filmproduzent. 
Er ist bekannt für seine Arbeit an Filmen wie Fantastic Four (2015) und Death Note (2017) sowie an den Fernsehserien The Umbrella Academy (seit 2019) oder The Exorcist (2016–2017), in denen er auch als Executive Producer mitwirkte. Er ist Chefautor der Disney+-Serie Moon Knight.

## Karriere
Im Juli 2012 wurde Slater beauftragt, das Drehbuch für den Film Fantastic Four von 2015 zu schreiben. Nachdem der Film im August 2015 veröffentlicht wurde, kommentierte Slater, dass vieles von dem, was er schrieb, nicht im fertigen Film enthalten war (insbesondere seine Version des ersten Akts), aber dass er „immer geehrt sein werde, dass [er] in so einem coolen Sandkasten spielen muss.“
Slaters Originalversion des Drehbuchs für Fantastic Four soll sich eher im Ton eines Marvel-Studios-Films anfühlen und im Gegensatz zum dunklen und realistischen Ton des letzten Films ein actiongeladenes Superhelden-Abenteuer sein. Es umfasste die Bösewichte Galactus, der die Quelle für die Kräfte der Titelfiguren ist, Mole Man und Doctor Doom als lettischer Diktator und Herold von Galactus, im Gegensatz zu dem asozialen Programmierer, als der er im fertigen Film dargestellt wurde.
Slater schrieb einen Entwurf der amerikanischen Live-Action-Verfilmung von Takeshi Obatas Manga-Serie Death Note (2017), bei der Adam Wingard Regie führte. Die fertige Version des Films wich von seinem ursprünglichen Drehbuchentwurf ab und ließ mehrere wesentliche Elemente weg und enthielt nur wenige Elemente aus seinem ursprünglichen Drehbuchentwurf.
Slater ist der Schöpfer und ausführende Produzent von The Exorcist, einer Dramaserie, welche auf dem gleichnamigen Film basiert.
Im November 2019 wurde Slater von Marvel Studios als Chefautor und ausführender Produzent für die Disney+-Serie Moon Knight engagiert.
Er wird gemeinsam mit James Gunn, Jon Silberman, Josh Silberman und Samy Burch den kommenden Warner-Bros.-Film Coyote vs. Acme schreiben.
Im Januar 2022 wurde Slater beauftragt, eine Fortsetzung von Mortal Kombat zu schreiben. Mit dem Spin-Off der Insidious-Reihe, Thread: An Insidious Tale soll Slater sein Regiedebüt geben. Im August 2022 berichtete Collider, dass Slater zusammen mit Terry Rossio und Simon Barrett Godzilla × Kong: The New Empire geschrieben hat.
Im Januar 2023 wurde bekannt, dass er sich einem von James Gunn zusammengestellten Autorenraum angeschlossen hatte, um die übergreifende Geschichte des neuen DC Universe zu schreiben.

## Filmografie

### Filme
- 2015: The Lazarus Effect
- 2015: Fantastic Four
- 2016: Pet – Wenn du etwas liebst, lass es nicht los (Pet)
- 2017: Death Note
- 2017: Stephanie – Das Böse in ihr (Stephanie, als Executive Producer)
- 2024: Godzilla × Kong: The New Empire

### Fernsehserien
- 2016: The Exorcist (auch Executive Producer)
- 2019–2024: The Umbrella Academy (auch Executive Producer)
- 2022: Moon Knight (auch Executive Producer)